# Видзенская мечеть
Видзенская мечеть — мечеть в п. Видзы ( Витебская область ).

## История
Мусульманский приход в Видзе был организован в 1816 году, но некоторое время верующие не имели своего храма. В отчете Браславского земского суда губернским властям за 1829 год отмечалось, что «татарских мечетей в этом уезде нет». Учитель М. Посах писал в книге «Видзы» (1895 г.), что мечеть построена в 1857 г. и что «внешне мечеть ничем не отличается от христианского храма, только на минарете вместо креста установлен полумесяц в виде колокольни».
В Каунасском уездном архиве имеется документ (ф. 473, ед. 1, д. 2789), из которого следует, что инициатором строительства святыни был Якуб сын Мустафы Якубовского, принадлежавший к дворянскому сословию. Он организовал обращение прихожан в Таврическое (в Крыму ) духовное управление с просьбой о содействии в строительстве мечети. Инициатива возникла осенью 1860 года. Для Видзы был разработан проект, в основу которого был положен проект мечети, построенной до этого в городе Аккермане (современная Белгородско-Днестровская Одесская область ). Мечеть построена после 1861 года. Она обслуживала нужды татар-мусульман Видзы (в конце XIX века их насчитывалось около 150 человек), а также других населенных пунктов Ново-Александровского, Диснеского и Свенцянского уездов .
Во время Первой мировой войны мусульманская святыня была разрушена. После бурных событий войны и революции число прихожан-мусульман уменьшилось (1923 г.. — 94 человека). Жизнь общины приходилось организовывать заново: храм не уцелел, книги и печати были отвезены в Симферополь (до Первой мировой войны Видзенский приход подчинялся крымскому муфтию).
1 июля 1923 года в Видзе состоялось первое организационное собрание татар Видзе. Собрание избрало муллой Александра Радкевича, который занимал эту должность до войны. Было решено восстановить мечеть. Городской комитет по восстановлению святыни возглавил мулла. Каждый из присутствующих обещал помогать деле и финансово и своим участием в работах. Учитывая, что сами верующие значительно пострадали от войны, собрание обратился к властям с просьбой оказать помощь. В 1927 году был построен приходской дом, который действовал и как молитвенный. В том же году был сделан проект новой мечети (автор неизвестен).
Реализовать задуманное удалось только через 11 лет. Мечеть была торжественно открыта 15 июня 1934 года. Присутствовали верующие Видзы и окрестностей, а также представители властей. Первую службу провел муфтий Речи Посполитой Якуб Шинкевич (после восстановления польской государственности татары страны избрали отдельного муфтия, имевшего резиденцию в Вильнюсе. В 1925 г. насчитывалось 19 татарских приходов в Польше, в том числе 7 в Виленском воеводстве, 7 в Новогрудском воеводстве 9).

## Архитектура
Это было деревянное здание, близкое в плане к квадрату (14,3x14,5 м), с одной башней- минаретом . Крыша четырехскатная, покрыта листовым металлом, с двумя мансардными окнами на поперечной оси. На западном (главном) фасаде, во всю ширину стены, имелся пристрой, крытый кровлей, с крыльцом на шести столбах, поставленных попарно. Над крыльцом возвели минарет в виде четырехъярусной башни . Каждый из первых трех ярусов имел окна разной формы. Минарет был покрыт небольшой четырехскатной крышей с полумесяцем наверху. Общая высота 14,9 м. Мечеть имела два отдельных входа: слева для женщин, справа для мужчин. Мираб пятиугольный, относительно широкий и высокий (5 м), перекрыт пятиугольной крышей с карнизом. Окна прямоугольные. Галерея молельного зала поддерживалась двумя колоннами.
По словам старожилов, внутреннее убранство мечети было очень скромным. Отличительной чертой любой мечети была абсолютная чистота. Рядом с Видзенской мечетью находился колодец, вода которого выделялась особой прозрачностью и качеством. Святыня служила людям совсем мало, по войне мечеть закрыли и использовали под различные хозяйственные нужды, а потом вообще разобрали.
С апреля 1994 г. в Видзах снова начала деятельность мусульманская община. Богослужения до сих пор проводятся в приспособленном помещении..